# Alan Edward Davidson
Pour les articles homonymes, voir Davidson.
Alan Edward Davidson (né le 1er juin 1960 à Altona North dans la banlieue de Melbourne, en Australie) est un footballeur international australien, qui évoluait au poste de milieu de terrain et défenseur, avant de devenir entraîneur.
Son fils, Jason Davidson, est également footballeur professionnel.

## Biographie

### Carrière de joueur

#### Carrière en sélection
Avec l'équipe d'Australie, il dispute 79 matchs (pour 2 buts inscrits) entre 1980 et 1991. Il figure notamment dans le groupe des sélectionnés lors de la Coupe d'Océanie de 1980.
Il participe également aux Jeux olympiques de 1988.